# Desisopsis
Desisopsis – rodzaj chrząszczy z rodziny kózkowatych i podrodziny zgrzypikowych. 

## Zasięg występowania
Przedstawiciele tego rodzaju występują na Filipinach.

## Systematyka
Do Desisopsis należą 3 gatunki:
- Desisopsis lanlayroni
- Desisopsis maculata
- Desisopsis magallanesorum